# Cedar Bluff (Virginia)
Cedar Bluff è un comune degli Stati Uniti d'America, situato nello Stato della Virginia, nella contea di Tazewell.